# Drosophila maggulae
Drosophila maggulae är en tvåvingeart som beskrevs av Gupta och Sundaran 1990. Drosophila maggulae ingår i släktet Drosophila och familjen daggflugor.
Artens utbredningsområde är Indien.